# Humphrey, Duke of Gloucester

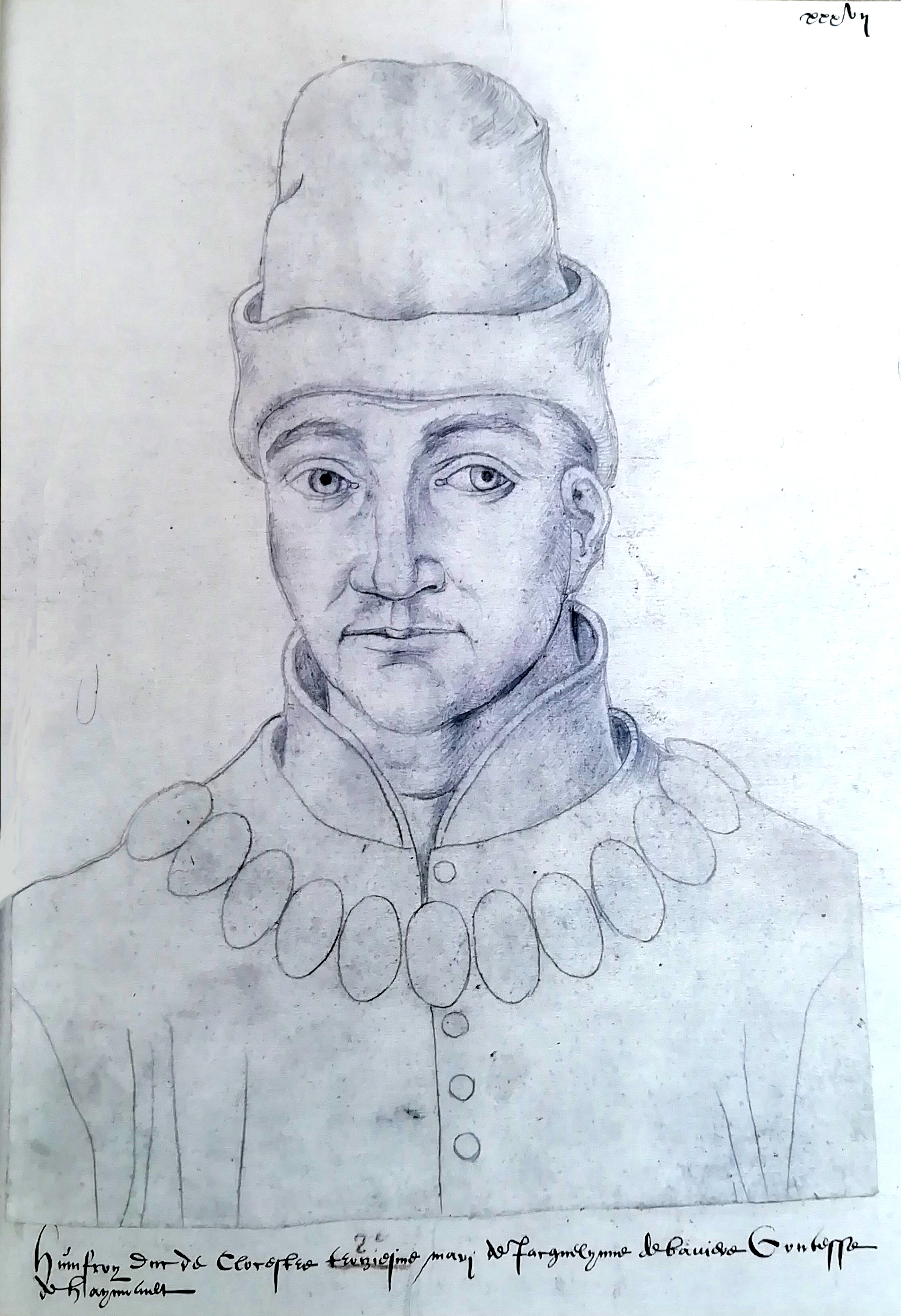
Humphrey, Duke of Gloucester; zeitgenössische Zeichnung

Wappen des Humphrey, Duke of Gloucester

Humphrey, Duke of Gloucester KG (* 3. Oktober 1390; † 23. Februar 1447 in Bury St. Edmunds) war ein englischer Prinz und zeitweise Regent von England. Er war der fünfte Sohn des englischen Königs Heinrich IV. und dessen ersten Frau Mary de Bohun.

## Leben
Humphrey wurde nach seinem Großvater Humphrey de Bohun, 7. Earl of Hereford, benannt. Im Jahr 1414 wurde Humphrey zum Duke of Gloucester und Earl of Pembroke erhoben. 1415 trat er das Amt des Lord Warden of the Cinque Ports an. Als sein Bruder, König Heinrich V., 1422 starb, wurde er Regent des Königreiches und Protektor seines jungen Neffen Heinrich VI.

### Ehen und Nachkommen
Ungefähr 1422 heiratete er Jakobäa, die Herzogin von Straubing-Holland, Tochter und Erbin Herzog Wilhelms II. von Straubing-Holland. Durch diese Heirat erlangte Humphrey den Titel Graf von Holland, Seeland und Hennegau, der jedoch vom Herzog von Burgund, Philip dem Guten, beansprucht wurde.
Die Ehe wurde 1428 annulliert; Jakobäa verlor ihr Erbe an ihren Onkel Johann III. und starb 1436. Gloucester heiratete seine vormalige Geliebte Eleanor Cobham. Zum Zeitpunkt der zweiten Eheschließung hatte Humphrey, vermutlich mit Eleanor Cobhams, zwei illegitime und damit nicht erbberechtigte Kinder, nämlich Antigone of Gloucester († nach 1450), die Henry Grey, Graf von Tancarville heiratete, und Arthur of Gloucester († 1447).

### Verlust des Einflusses und Tod
1441 wurde Eleanor Cobham der Prozess wegen Hexerei gegen den König gemacht. Man warf ihr vor, sie habe versucht, durch Zauberei die Herrschaft ihres Mannes zu sichern. Dies war ein Versuch der Hofpartei um Kardinal Henry Beaufort und William de la Pole, 1. Duke of Suffolk, den Einfluss, den ihr Mann auf Heinrich VI. hatte, zu schwächen. Sie wurde zu drei barfüßigen Bußgängen durch London und anschließender lebenslanger Haft verurteilt. Sie starb im Gefängnis.
Durch den Prozess gegen seine Frau war Humphreys Stellung am Hof geschwächt. Im Jahre 1444 war er nicht mehr an den Friedensverhandlungen in Tours beteiligt, bei denen die Hochzeit zwischen Heinrich VI. und Margarete von Anjou vereinbart wurde. Des Weiteren erklärte der König seinen Verzicht auf die Grafschaft Maine. Als Gloucester von dieser geheimgehaltenen Klausel erfuhr, wollte er dies vor dem Parlament erörtern. 

## Nachleben
Suffolk überlebte ihn um ganze drei Jahre. Er kam unter ebenso mysteriösen Umständen ums Leben wie der Duke of Gloucester. Das Volk aber hatte diesem aber längst den Namen Good Duke Humphrey gegeben.

## Sonstiges
Mit einem Geschenk von über 250 Büchern gründete er eine Bibliothek in Oxford. Er versprach Geld, um ein neues Gebäude zu errichten. Im 16. Jahrhundert wurde die Bibliothek zerstört. Sein Name lebt in „Duke Humfrey’s Library“ weiter, einem Teil der Bodleian Library in Oxford.
Als Figur taucht er in den Stücken „Heinrich V.“ und „Heinrich VI.“ von William Shakespeare auf.